# Kuriloagenia ermolenkoi
Kuriloagenia ermolenkoi (лат.) — вид дорожных ос рода Kuriloagenia (Pompilidae).

## Распространение
Дальний Восток: Россия, Приморский край, Курильские острова (Итуруп).

## Описание
Длина тела около 4 мм. Основная окраска тела чёрная. Пронотум блестящий; скутум, лоб, скутеллюм спереди и заднеспинка матовые, в мелкой пунктировке. Лёт отмечен в июле. Предположительно, как и другие виды своего рода охотятся на пауков. Вид был описан в 2014 году российскими гименоптерологами А. С. Лелеем и В. М. Локтионовым и назван в честь украинского энтомолога Валерия Михайловича Ермоленко (1920—2006), специалиста по пилильщикам.